# Let’s Get to It Tour
A Let’s Get to It Tour Kylie Minogue ausztrál énekesnő negyedik koncertturnéja volt, melyen 1991-ben kiadott albumát, a Let’s Get to It-ot népszerűsíti. A koncerteken bemutatásra kerültek a negyedik, illetve az előző három nagylemez dalai is. A turné európai koncerthelyszíneket érintett.

## Az előadott dalok listája
1. "Step Back in Time"
2. "Wouldn’t Change a Thing"
3. "Got to Be Certain"
4. "Always Find the Time"
5. "Enjoy Yourself"
6. "Tears on My Pillow"
7. "Secrets"
8. "Let’s Get to It"
9. "Word is Out"
10. "Finer Feelings"
11. "I Should Be So Lucky"
12. "Love Train"
13. "If You Were with Me Now"
14. "Je Ne Sais Pas Pourquoi"
15. "Too Much of a Good Thing"
16. "Hand on Your Heart"
17. "What Do I Have to Do"

Encore
1. "I Guess I Like It like That"
2. "The Loco-Motion"
3. "Shocked"
4. "Better the Devil You Know"

## A turné állomásai
| Dátum             | Város       | Ország   | Helyszín                      |
| ----------------- | ----------- | -------- | ----------------------------- |
| Európa            |             |          |                               |
| 1991. október 25. | Plymouth    | Anglia   | Plymouth Pavilions            |
| 1991. október 26. | Birmingham  | Anglia   | NEC Arena                     |
| 1991. október 27. | Nottingham  | Anglia   | Nottingham Royal Concert Hall |
| 1991. október 29. | London      | Anglia   | Wembley Arena                 |
| 1991. október 30. | London      | Anglia   | Wembley Arena                 |
| 1991. október 31. | Manchester  | Anglia   | Manchester Apollo             |
| 1991. november 1. | Whitley Bay | Anglia   | Whitley Bay Ice Rink          |
| 1991. november 3. | Aberdeen    | Skócia   | AECC Arena                    |
| 1991. november 4. | Edinburgh   | Skócia   | Edinburgh Playhouse           |
| 1991. november 5. | Edinburgh   | Skócia   | Edinburgh Playhouse           |
| 1991. november 6. | Sheffield   | Anglia   | Sheffield City Hall           |
| 1991. november 8. | Dublin      | Írország | Point Theatre                 |